# Elecciones municipales del Santa de 1966
Las elecciones municipales del Santa de 1966 se llevaron a cabo el 13 de noviembre de 1966 para elegir al alcalde y al Concejo Provincial del Santa para el periodo 1964-1966. La elección se celebró simultáneamente con elecciones municipales en todo el país.

## Sistema electoral
La Municipalidad Provincial del Santa es el órgano administrativo y de gobierno de la provincia del Santa. Está compuesta por el alcalde y el Concejo Provincial.
La votación del alcalde y el concejo se realiza en base al sufragio universal alfabeto, que comprende a todos los ciudadanos nacionales y no nacionales mayores de veintiún años, empadronados y residentes en la provincia del Santa y en pleno goce de sus derechos políticos.
El Concejo Provincial del Santa está compuesto por 14 concejales elegidos por sufragio directo para un período de tres (3) años, en forma conjunta con la elección del alcalde (quien lo preside). La votación es por lista cerrada y bloqueada. Se asigna a cada lista los escaños según el método d'Hondt.

## Composición del Concejo Provincial del Santa
La siguiente tabla muestra la composición del Concejo Provincial del Santa antes de las elecciones.
| Partidos | Partidos                                                    | Concejales |
| -------- | ----------------------------------------------------------- | ---------- |
|          | Alianza Acción Popular - Democracia Cristiana               | 5          |
|          | Coalición Partido Aprista Peruano - Unión Nacional Odriísta | 4          |

## Partidos y candidatos
A continuación se muestra una lista de los principales partidos y alianzas electorales que participaron en las elecciones:
| Candidatura | Candidatura | Partidos y alianzas | Candidatos | Candidatos               | Ideología                                           | Resultado previo | Resultado previo | Ref. |
| Candidatura | Candidatura | Partidos y alianzas | Candidatos | Candidatos               | Ideología                                           | Votos (%)        | Con.             | Ref. |
| ----------- | ----------- | --- | ---------- | ------------------------ | --------------------------------------------------- | ---------------- | ---------------- | ---- |
|             | APRA–UNO    | Lista - Coalición Partido Aprista Peruano - Unión Nacional Odriísta (APRA–UNO) – Partido Aprista Peruano (APRA) – Unión Nacional Odriísta (UNO) |            | Guillermo Balcázar Rioja | Aprismo Conservadurismo social Populismo de derecha | 57.63%           | 5                |      |
|             | AP–DC       | Lista - Alianza Acción Popular - Democracia Cristiana (AP–DC) – Acción Popular (AP) – Partido Demócrata Cristiano (DC)                          |            | Miguel Mohanna Anser     | Liberalismo Humanismo Democracia cristiana          | 38.46%           | 4                |      |
|             | IND         | Lista - Lista Independiente Cívica |            | Ignacio Navarro Cossio   | Localismo santeño                                   | Nuevo            | Nuevo            |      |

## Resultados

### Sumario general
|                        |                                                                        |              |              |              |            |            |
| Partidos y coaliciones | Partidos y coaliciones                                                 | Voto popular | Voto popular | Voto popular | Concejales | Concejales |
| Partidos y coaliciones | Partidos y coaliciones                                                 | Votos        | %            | +/−          | Total      | +/−        |
|                        | Coalición Partido Aprista Peruano - Unión Nacional Odriísta (APRA–UNO) | 15,459       | 52.74        | –4.89        | 8          | +3         |
|                        | Alianza Acción Popular - Democracia Cristiana (AP–DC)                  | 12,622       | 43.06        | +4.60        | 6          | +2         |
|                        | Lista Independiente Cívica                                             | 1,230        | 4.20         | n/a          | 0          | ±0         |
|                        |                                                                        |              |              |              |            |            |
| Total                  | Total                                                                  | 29,311       |              |              | 14         | +5         |
|                        |                                                                        |              |              |              |            |            |
| Votos válidos          | Votos válidos                                                          | 29,311       | 94.21        | +2.09        |            |            |
| Votos en blanco        | Votos en blanco                                                        | 729          | 2.34         | +0.45        |            |            |
| Votos nulos            | Votos nulos                                                            | 1,072        | 3.46         | –2.53        |            |            |
| Votos emitidos         | Votos emitidos                                                         | 31,112       | n/d          | n/a          |            |            |
| Abstenciones           | Abstenciones                                                           | n/d          | n/d          | n/a          |            |            |
| Votantes registrados   | Votantes registrados                                                   | n/d          |              |              |            |            |
|                        |                                                                        |              |              |              |            |            |
| Fuente:                |                                                                        |              |              |              |            |            |

### Concejo Provincial del Santa
| Cargo                          | Autoridad electa            | Partido político | Partido político   |
| ------------------------------ | --------------------------- | ---------------- | ------------------ |
| Alcalde Provincial del Santa   | Guillermo Balcázar Rioja    |                  | Coalición APRA-UNO |
| Concejal Provincial del Santa  | Alfonso Mautino Luna        |                  | Coalición APRA-UNO |
| Concejal Provincial del Santa  | Víctor Galarreta Vásquez    |                  | Coalición APRA-UNO |
| Concejal Provincial del Santa  | Víctor Dulong Pérez         |                  | Coalición APRA-UNO |
| Concejal Provincial del Santa  | Gregorio Ghilardi Gonzáles  |                  | Coalición APRA-UNO |
| Concejal Provincial del Santa  | Oswaldo Bustos Henostroza   |                  | Coalición APRA-UNO |
| Concejal Provincial del Santa  | Fernando Gutiérrez Gonzales |                  | Coalición APRA-UNO |
| Concejala Provincial del Santa | Zoé Ganoza Luna Victoria    |                  | Coalición APRA-UNO |
| Concejal Provincial del Santa  | Carlos Prentice Cedrón      |                  | Coalición APRA-UNO |
| Concejal Provincial del Santa  | Pablo Salinas Salvatierra   |                  | Alianza AP-DC      |
| Concejal Provincial del Santa  | Roberto Ganoza Carranza     |                  | Alianza AP-DC      |
| Concejal Provincial del Santa  | Manuel Ríos Cabrera         |                  | Alianza AP-DC      |
| Concejal Provincial del Santa  | Franklin Cortijo Mostiga    |                  | Alianza AP-DC      |
| Concejal Provincial del Santa  | Alberto Pradel Suárez       |                  | Alianza AP-DC      |
| Concejal Provincial del Santa  | Ismael Fornier Bolovich     |                  | Alianza AP-DC      |

## Elecciones municipales distritales

### Resultados por distrito
La siguiente tabla enumera el control de los distritos de la provincia del Santa. El cambio de mando de una organización política se resalta del color de ese partido.
| Distrito         | Alcalde(sa) titular            | Partido político | Partido político   | Alcalde(sa) electo(a)     | Partido político | Partido político   |
| ---------------- | ------------------------------ | ---------------- | ------------------ | ------------------------- | ---------------- | ------------------ |
| Cáceres del Perú | Fortunato Gutiérrez Valderrama |                  | Alianza AP-DC      | Carlos Rivera Romero      |                  | Alianza AP-DC      |
| Macate           | Jerónimo Pérez Llanos          |                  | Alianza AP-DC      | Miguel Guibovich Gordillo |                  | Coalición APRA-UNO |
| Moro             | Aladino Villanueva Mejía       |                  | Coalición APRA-UNO | Aladino Villanueva Mejía  |                  | Coalición APRA-UNO |
| Nepeña           | Guillermo Campos Saldaña       |                  | Coalición APRA-UNO | César Carranza Bogovich   |                  | Coalición APRA-UNO |
| Samanco          | Pascual Corcino Cueto          |                  | Coalición APRA-UNO | Rudolf Kretschmer         |                  | Coalición APRA-UNO |
| Santa            | Juan Peralta Hurtado           |                  | Coalición APRA-UNO | Heriberto Ñique Cedeño    |                  | Coalición APRA-UNO |